# Isole galleggianti degli Uros

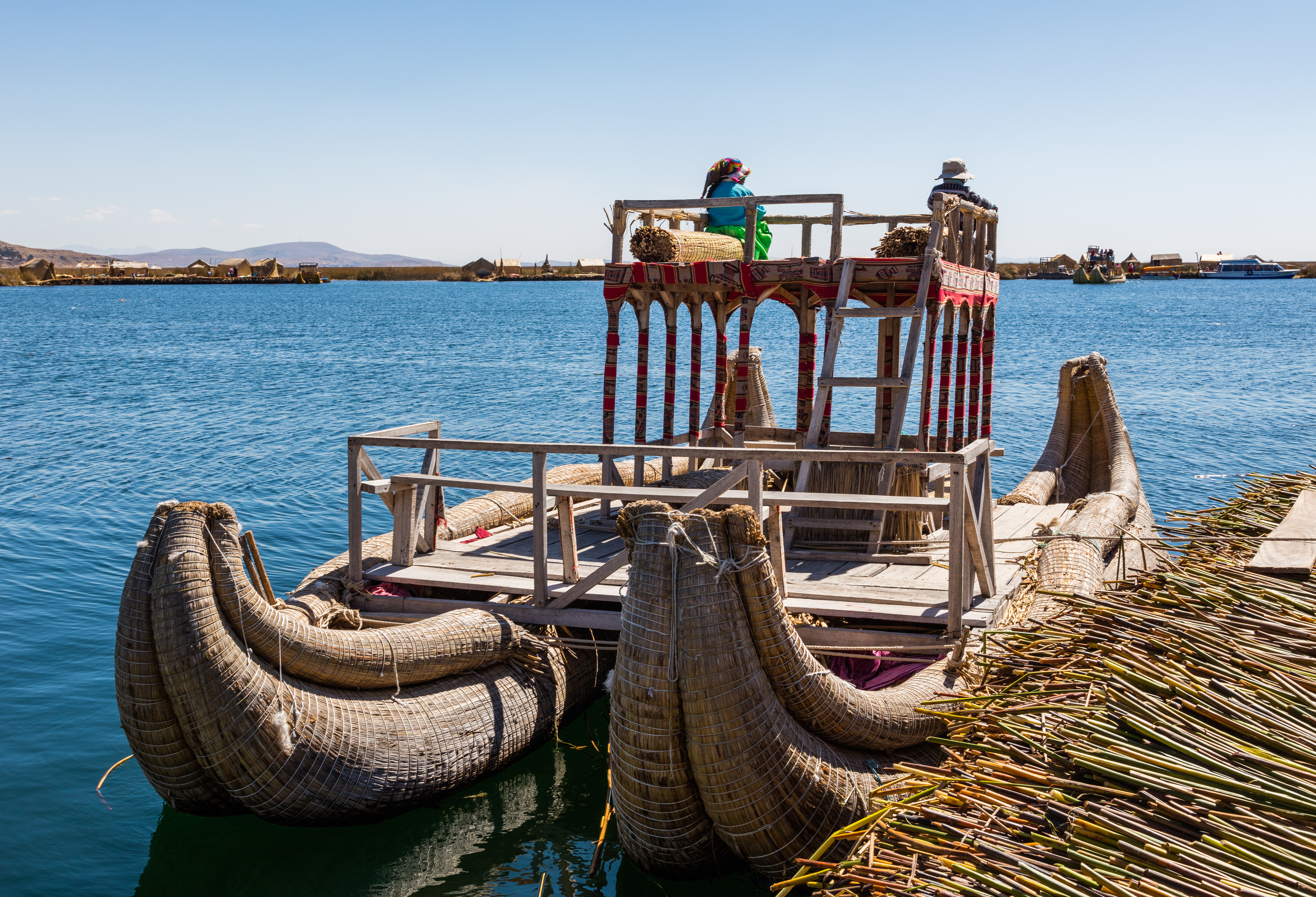
Imbarcazioni costruite in totora.

Le isole galleggianti degli Uros sono un agglomerato di isolotti artificiali costruiti con la totora (Schoenoplectus californicus), una pianta acquatica che cresce spontaneamente sulle rive del Lago Titicaca. I loro abitanti, gli Uros, sono una popolazione di antichissima origine attualmente residente in Perù, presso la baia di Puno.
Queste particolari isole sono dette “fluttuanti” (in spagnolo, Islas Flotantes) in quanto possono salire e scendere seguendo il livello del lago, ed inoltre i loro abitanti possono levare le ancore e spostarle come fossero delle chiatte. Ogni isola ospita dalle tre alle dieci famiglie e la grandezza del terreno è proporzionata alle famiglie da ospitare.

## Posizione
Le isole galleggianti sono situate a una distanza di 7 km dalla città di Puno, presso il lago Titicaca, a un'altitudine di 3.812 metri sopra il livello del mare. Il Titicaca, lago navigabile più alto del mondo, misura 204 km in larghezza e 65 km in altezza, estendendosi per 4.722 km quadrati in Perù e 3.790 km quadrati in Bolivia.

### Condizioni climatiche
la zona ha un clima freddo e secco, con temperature che raggiungono al massimo i 20 gradi. D'estate si verificano forti piogge accompagnate da venti che possono provocare inondazioni, di inverno le notti sono fredde e di giorno la luce solare è molto intensa. Nonostante il clima rigido, il lago svolge un'azione termoregolatrice, che consente una buona produzione agricola.

## Le costruzioni

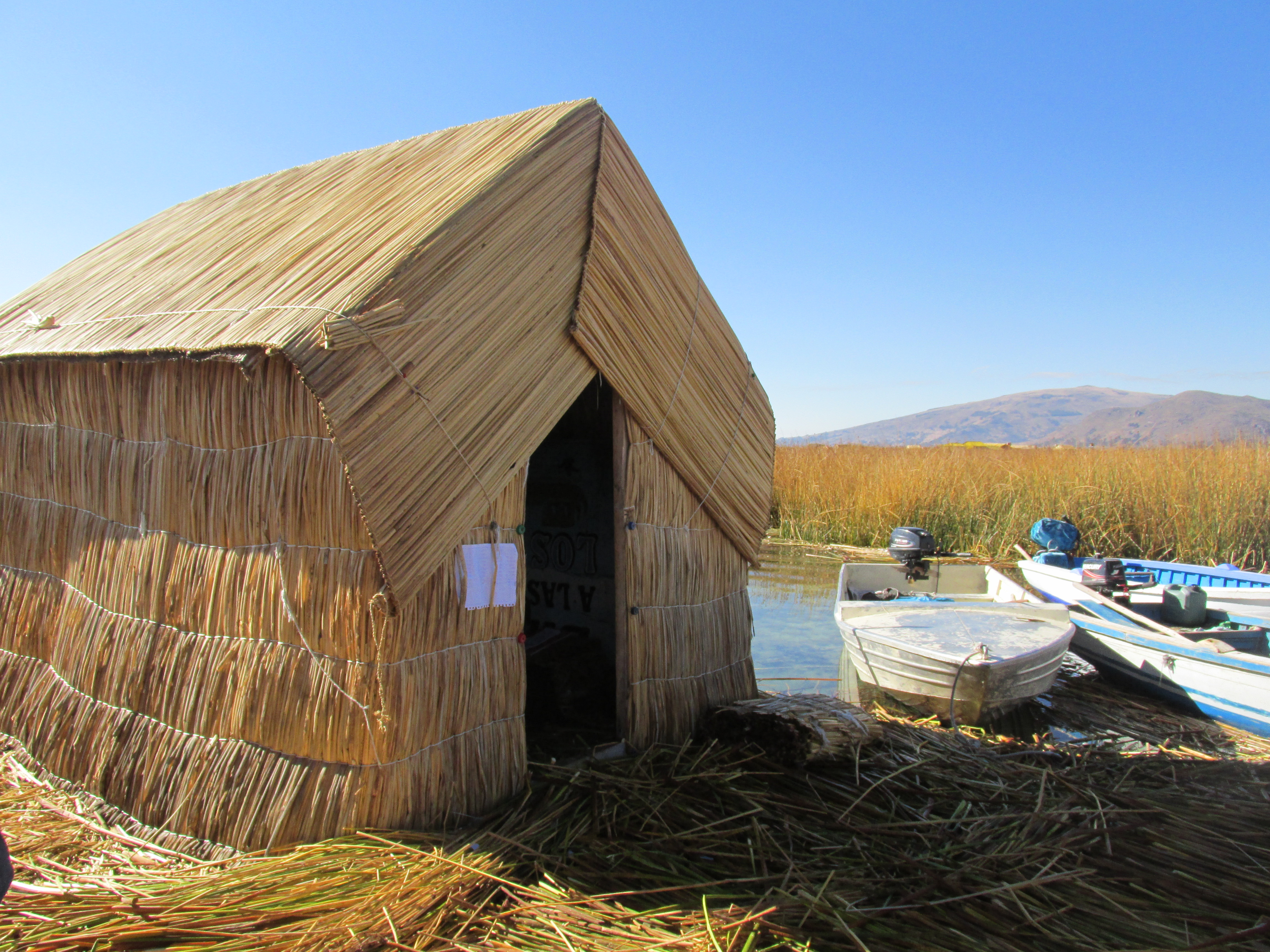
Abitazione costruita in totora.

Alla base della costruzione delle isole galleggianti vi è la totora, una pianta simile al bambù, dalla grande resistenza e galleggiabilità. Le abitazioni vengono edificate nelle zone in cui la totora cresce più fitta, formando uno strato naturale che gli Uros chiamano khili, costituito da blocchi estratti dalle radici di totora legati fra loro. Successivamente vengono sovrapposti altri strati di totora tessuta ed essiccata, che permettono di ridurre l'umidità e di costruire il tetto e le pareti delle abitazioni. Le case hanno anche un sistema di ancoraggio, che impedisce che le abitazioni possano vagare per il lago sotto l'azione delle onde e del vento. La totora a contatto con l'acqua tende a marcire, infatti le isole vengono riparate ogni tre mesi con nuovi strati di totora essiccata.
Per mezzo della totora vengono anche realizzate le imbarcazioni, tra cui la più tipica è il "caballito de totora", la cui forma ricorda un ippocampo, con la quale la popolazione locale può attraversare le acque del Titicaca e trasportare viveri. Le imbarcazioni solitamente sono dirette alla città di Puno e talvolta a Ichu, Huata, Capachica e alla penisola di Chucuito.

## La popolazione
Gli Uros, costruttori delle isole fluttuanti, si definiscono tra di loro "possessori del lago e delle acque". Sono una popolazione di origine antichissima, stanziatasi sulle rive del lago Titicaca circa 10000 anni fa, per sfuggire dalle aggressioni dei popoli bellicosi vicini, tra cui gli Inca e i Chachapoyas. All'inizio l'etnia Uros era distinta e indipendente da quella delle popolazioni limitrofe: aveva un proprio sistema sociale e religioso, e la sua lingua era diversa da quella delle tribù vicine che parlavano aymara, e dai bellicosi Inca che conquistarono le sponde del lago e che parlavano invece quechua. Le loro attività sono strettamente connesse con le materie prime provenienti dal lago: gli uomini costruiscono abitazioni e zattere in totora, mentre le donne si dedicano alla tessitura.
Inoltre, si dedicano all'agricoltura, alla pesca e alla caccia dei volatili locali. La loro dieta è costituita da pesce, germogli di totora, cacciagione, riso e patate. Questi ultimi prodotti agricoli vengono coltivati e ottenuti barattandoli con la produzione ittica in eccedenza. I bambini vengono educati secondo i costumi del Titicaca: imparano a costruire e a riparare case in totora, a pescare e a navigare. D'inverno, questi si dirigono a scuola tramite le barche di totora. Il popolo Uros era originariamente analfabeta, poiché dedito esclusivamente alle attività fornite dal lago. L'istruzione viene diffusa presso tale popolazione a partire dal 1963, quando fu edificata la prima scuola privata.

## Divisione politica
Ad oggi si contano 70 isole galleggianti, divise politicamente in due settori:
- Settore di Uros Chulluni, situato in Perù
- Settore delle isole galleggianti, situato in Bolivia

## Attività economiche

### Produzione artigianale
La produzione artigianale tradizionale è una delle attività più importanti per gli abitanti delle isole galleggianti, e ha come principali destinatari i turisti nazionali e internazionali. Tra i prodotti artigianali più tipici vi sono souvenir costruiti con la totora e i volatili locali conservati attraverso la tassidermia.

### Turismo
Negli ultimi anni il turismo della regione di Puno è aumentato in maniera significativa, incrementando anche le visite alle isole galleggianti degli Uros, dove vengono organizzate escursioni in barca.